# Ермолов, Виктор Алексеевич
Виктор (Бахтияр) Алексеевич Ермолов (14 (26) октября 1821 — 16 (28) января 1892) — российский военный деятель, генерал-лейтенант.

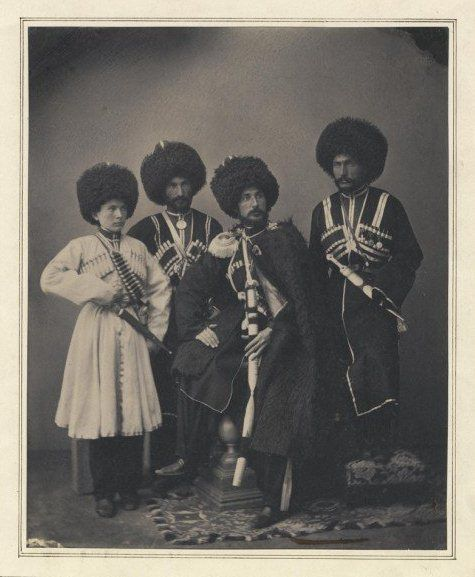
Сыновья генерала Алексея Ермолова

## Биография
Сын члена Государственного совета Российской империи генерала Алексея Петровича Ермолова от первой кебинной жены Сюйду Абдулла кызы (Сюйды, дочери Абдуллы) из Тарков.
Родился 14 (26) октября 1821 года в Тарках (Дагестан) и был назван Бахтияром, при крещении получил имя Виктор.

### Происхождение
3 ноября 1819 года генерал Алексей Петрович Ермолов приехал в дружественную Тарки к шамхалу Тарковскому, где познакомился с девушкой Сюйдой, дочерью Абдуллы. Она стала кебинной женой Ермолова. По договору с родителями Сюйды, ей от мужа назначалась денежная сумма с движимым и недвижимым имуществом, а в случае смерти мужа она, при отсутствии детей, получала бы четвёртую часть наследства, если же оставались дети — восьмую часть.
После рождения сына Алексей Ермолов привёз Сюйду и Бахтияра в Тифлис. Сюйда не стала принимать православие, а после того, как Бахтияр (Виктор) был отправлен в Россию, не пожелала оставаться с Ермоловым и вернулась к своему отцу. Генерал Ермолов выдал ей приличное жалование. Сюйда в дальнейшем вышла замуж за Султан-Алия, от которого имела сына Черу и дочерей Дженсу и Алты.

### Служба
Виктор Алексеевич Ермолов поступил на военную службу 18 февраля 1838 года. Как и отец, стал артиллеристом. Окончил Артиллерийское училище и 8 августа 1842 года был произведён в прапорщики, с оставлением в училище для прохождения офицерского курса. Не окончив офицерский курс, 4 сентября 1843 года отчислен из училища и направлен для прохождения службы в Кавказскую гренадерскую артиллерийскую бригаду.
До 1850 года участвует в боевых действиях Кавказской войны. 1 июля 1844 года произведён в подпоручики. «За отличие в делах против горцев» 7 июля 1845 года главнокомандующим Отдельным Кавказским корпусом генерал-адъютантом князем Воронцовым произведён в поручики (утверждено высочайшим приказом 12 декабря 1845 года). 3 июня 1850 года произведён в штабс-капитаны (со старшинством с 30 января 1850 года), а 6 декабря 1852 года — в капитаны.
2 июля 1853 года уволен «за болезнию» со службы, но 10 августа 1854 года вновь поступил на службу, с зачислением в гвардейскую пешую артиллерию. 11 мая 1855 года назначен командиром батарейной № 4-го батареи лейб-гвардии 2-й артиллерийской бригады. 30 августа 1855 года произведён в полковники. В 1858 году из-за болезни длительное время находился в отпуске во Франции, 31 октября 1858 года переведён в 16-ю артиллерийскую бригаду. В дальнейшем состоял при штабе Гренадерской артиллерийской дивизии.
2 декабря 1863 года полковник Ермолов назначен командиром 37-й артиллерийской бригады, но 1 октября 1864 года отчислен от должности, с зачислением по полевой пешей артиллерии. В дальнейшем зачислен состоять по запасным войскам. 7 декабря 1879 года назначен командиром 3-й гренадерской артиллерийской бригады. 30 августа 1880 года произведён в генерал-майоры. 16 июня 1888 года произведён в генерал-лейтенанты, с увольнением от службы, с мундиром и пенсией.
За время службы Ермолов был удостоен орденов Святого Станислава 3-й степени (22 ноября 1844), Святой Анны 3-й степени с бантом (28 ноября 1845), Святого Владимира 4-й степени (26 августа 1856), Святой Анны 2-й степени (13 декабря 1863) и Святого Владимира 3-й степени (30 августа 1885).
Согласно Русскому провинциальному некрополю и метрике Никольской церкви города Ржева, генерал-лейтенант Виктор Алексеевич Ермолов скончался 16 (28) января 1892 года и был похоронен на Смоленском кладбище Ржева.

## Семья
Виктор Алексеевич Ермолов был женат на дворянке Анне Ивановне Демьяновой (ум. 1900), в приданое за которой получил имение в Смоленской губернии. Их дети:
- Елена Викторовна Ермолова,
- Анна Викторовна Ермолова,
- Владимир Викторович Ермолов (1870—1945), генерал-лейтенант (1917),
- Ольга Викторовна Ермолова,
- Варвара Викторовна Ермолова (ум. 1910).